# قانون اساسی ژاپن

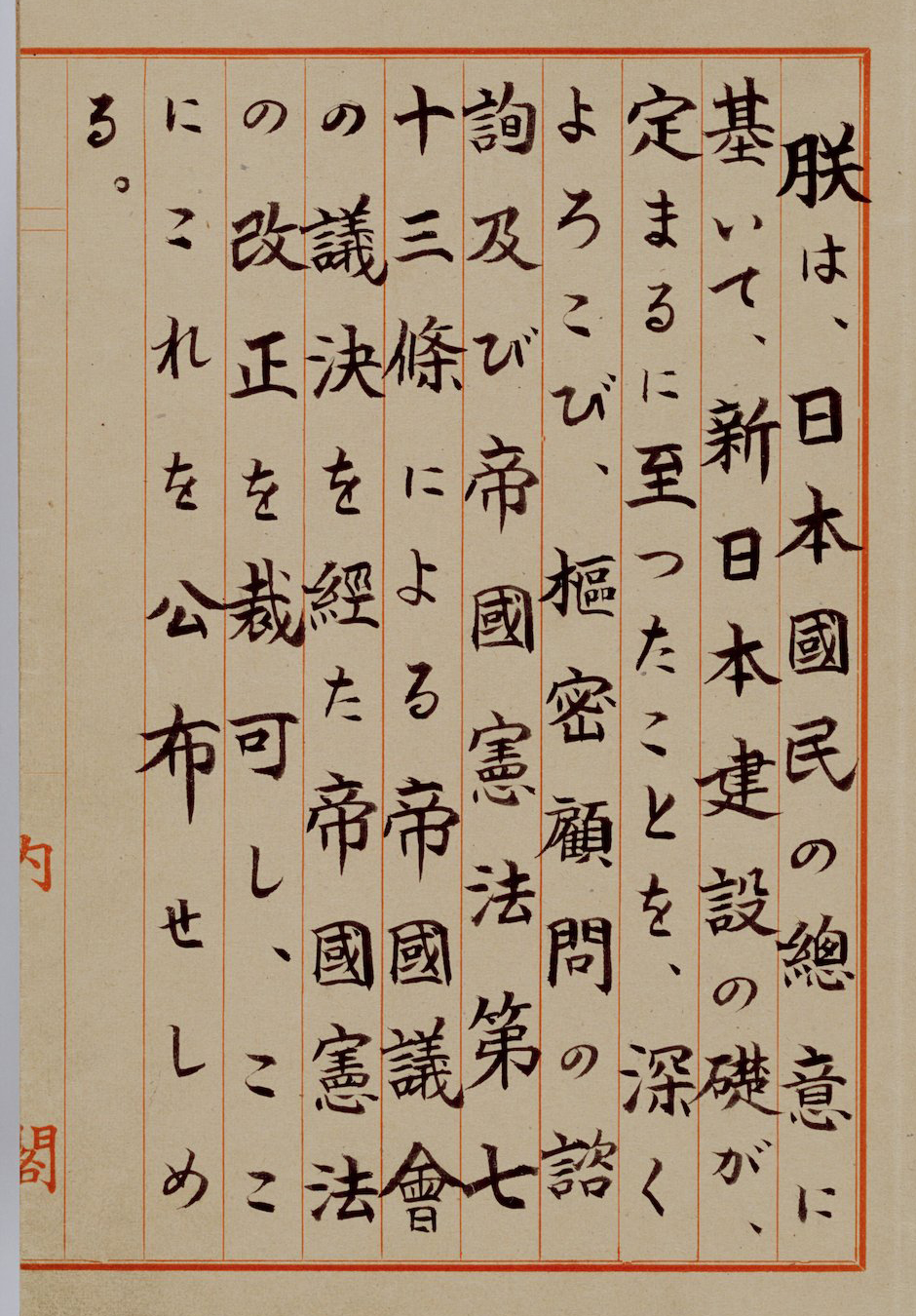
دست‌خط امپراتور

قانون اساسی ژاپن (به ژاپنی: 日本国憲法) (تلفظ: Nihon-Koku Kenpō) عالی‌ترین متن قانونی در کشور ژاپن است و هر قانون، فرمان، دستخط امپراتور یا تصویب‌نامه دولتی مغایر با خود را فاقد اعتبار دانسته است. این قانون پس از شکست ژاپن در جنگ جهانی دوم و اشغال کشور توسط نیروهای متفقین، در روز سوم نوامبر ۱۹۴۶ به تصویب رسید.

## ساختار
پادشاه ژاپن در این قانون «مظهر کشور و یکپارچگی ملت» لقب گرفته است، دارای یک مقام کاملاً تشریفاتی است و تسلطی بر حاکمیت ندارد. به این ترتیب در ژاپن برخلاف سایر حکومتهای پادشاهی، امپراتور رئیس حکومت نیست.
قانون اساسی ژاپن بیشتر به نام اساسنامه صلح جویی (به ژاپنی: 平和憲法) (تلفظ: هِیوا کِنپو\Heiwa-Kenpō) معروف است.

## تاریخچه
قانون اساسی میجی یا قانون امپراتوری (مصوب ۱۸۸۹) قانون اساسی پیشین ژاپن بود که اختیارات گسترده‌ای را به پادشاه داده و قدرت اجرایی را به هیئت وزیران بخشیده بود که رئیس آن توسط شورای سلطنتی تعیین می‌گشت.
اساسنامه میجی بارها تغییرات گسترده‌ای را به خود دید. تا اینکه با تصویب اساسنامه صلح جویی در سوم نوامبر ۱۹۴۶ و اجرای آن از سوم مه ۱۹۴۷ به طور کلی تغییر یافت و یک حکومت لیبرال دمکرات با محوریت پارلمان جایگزین حکومت مشروطه سلطنتی پیشین شد. البته قانون سابق هنوز به اعتبار خود باقی است و قانون جدید بر اساس اصل ۷۳ اساسنامه امپراتوری یک سند بازنگری در اساسنامه امپراتوری شمرده می‌شود.

## ساختار
این قانون در یازده بخش و یکصد و سه اصل تنظیم شده است:
- بخش اول: بدون نام
- بخش دوم: الغای جنگ
- بخش سوم: حقوق و تکالیف مردم
- بخش چهارم: مجلسین
- بخش پنجم: کابینه
- بخش ششم: قوه قضائیه
- بخش هفتم: امور مالی
- بخش هشتم: خودمختاری محلی
- بخش نهم: اصلاحیه‌ها
- بخش دهم: قانون بنیادین
- بخش یازدهم: اصول متمم